# Dähre
Dähre is een gemeente in de Duitse deelstaat Saksen-Anhalt, en maakt deel uit van de Landkreis Altmarkkreis Salzwedel.
Dähre telt 1.440 inwoners.

## Indeling gemeente
De volgende Ortsteile maken deel uit van de gemeente:
| - Bonese - Dahrendorf - Eickhorst - Fahrendorf - Hohendolsleben - Holzhausen | - Kleistau - Lagendorf - Kortenbeck - Markau - Rustenbeck - Schmölau | - Siedendolsleben - Wendischhorst - Wiewohl - Winkelstedt |

Apenburg-Winterfeld ·
Arendsee (Altmark) ·
Beetzendorf ·
Dähre ·
Diesdorf ·
Gardelegen ·
Jübar ·
Kalbe (Milde) ·
Klötze ·
Kuhfelde ·
Rohrberg ·
Salzwedel ·
Wallstawe